# Lasse Werner
Lasse Werner (* 22. Mai 1934 in Stockholm als Lars Olof Werner; † 1. Februar 1992 ebenda) war ein schwedischer Jazzpianist und Filmkomponist, der auch als Schauspieler tätig war.

## Leben und Wirken
Werners Interesse am Jazz wurde als Jugendlicher geweckt. Geschult in Harmonielehre spielte er zunächst Tenorsaxophon, bevor er zum Klavier wechselte. 1953 gewann er mit dem Quintett von Sune Spångberg einen Wettbewerb; im Folgejahr war er mit dieser Band auf dem Jazzfestival von Paris. Zwei Jahre später übernahm Werner das Quintett von Spångberg und ging mit ihm in Westdeutschland auf Tournee, wo er auch mit Lester Young auftrat (Prez in Europe). 1959 spielte er erste Platten mit seinem Trio ein und wirkte dann als Jazzlehrer. 
Zwischen 1963 und 1969 war er nicht nur als Theatermusiker, sondern auch als Schauspieler in verschiedenen Rollen am Theater in Stockholm und Helsingborg tätig, zunächst in Jack Gelbers Stück The Connection; von 1966 bis 1968 spielte er am Reichstheater. Daneben komponierte er Filmmusiken bzw. war an ihrer Einspielung beteiligt. Gemeinsam mit Kurt Lindgren und Christer Boustedt arbeitete er in einem Trio, das auch Elemente des absurden Theaters in ihre Interaktion aufnahm. Ab 1970 konzentrierte sich stärker auf den Jazz und arbeitete ohne Lindgren als Lasse Werner och hans vänner („Lasse Werner und seine Freunde“). Er schrieb nicht nur Kompositionen für eigene Bands, sondern auch für die schwedische Radiojazzgruppen. Auch arbeitete er als Komponist für die Fernsehserie Någonstans i Sverige.
Aus gesundheitlichen Gründen musste er Ende der 1970er Jahre, nachdem er aufgrund von Diabetes mellitus in ein Koma gefallen war, mit dem Musizieren aufhören.

## Diskographische Hinweise
- Lars Werner/Bernt Rosengren Bombastica! (Jazzland / Dragon 1960, mit Torbjörn Hultcrantz, Sune Spångberg)
- Lars Werner trio Helf Me!  (Odeon 1976)
- Lasse Werner och hans vänner Saxofonsymfonin (Dragon 1976, mit Christer Boustedt, Göran Östling, Bernt Rosengren, Tommy Koverhult, Gunnar Bergsten, Ivar Lindell, Ivan Oscarsson)
- Lasse Werner/Bobo Stenson/Jan Wallgren Triple play Jazz Piano (Dragon 1978)
- Lasse Werner & hans vänner Därför dricker jag (Dragon 1979)

## Filmographie
Filmmusiken
- Djävulens instrument (Regie: Gunnar Fischer, 1965)
- Hej (Regie: Jonas Cornell, 1965)
- För vänskaps skull (Regie: Hans Abramson, 1965)
- Miss and Mrs. Sweden (Regie: Göran Gentele, 1969)
- Glücklicher Scheißer (Lyckliga skitar; Regie: Vilgot Sjöman, 1970)

als Schauspieler
- Djävulens instrument (Regi: Gunnar Fischer, 1965)
- Glücklicher Scheißer (Regie: Vilgot Sjöman, 1970)